# Euboeus tarsatus
Euboeus tarsatus – gatunek chrząszcza z rodziny czarnuchowatych i podrodziny Tenebrioninae.

## Taksonomia
Gatunek ten opisany został po raz pierwszy w 1850 roku przez Heinricha Carla Küstera pod nazwą Helops tarsatus. W początkach XX wieku klasyfikowany był w podrodzaju Pelorinus rodzaju Probaticus. W 2017 roku Maksim Nabożenko, Nikołaj Nikicki i Bekir Keskin zsynonimizowali Probaticus s.str. z Euboeus s.str., przenosząc cały podrodzaj Pelorinus do rodzaju Euboeus i stąd obecna kombinacja.

## Morfologia
Chrząszcz o podługowato-owalnym w zarysie, delikatnie wysklepionym ciele długości od 8 do 14 mm. Ubarwienie ma matowo czarne. Płaska i szeroka głowa ma porośnięty szczecinkami przód nadustka, poprzeczne i nieznacznie na przedzie wykrojone oczy oraz długie i cienkie czułki zbudowane z jedenastu członów, z których drugi jest najkrótszy, trzeci najdłuższy, od siódmego do dziesiątego są u szczytu rozszerzone, a wierzchołkowy jest owalny. U samca długość ostatniego członu jest większa niż przedostatniego, u samicy zaś odwrotnie. Przedplecze jest szersze niż dłuższe, zaokrąglone, w przednich kątach tak szerokie jak głowa, najszersze pośrodku, szersze niż u E. subrugosus, o pozbawionej wyraźnego wycięcia krawędzi tylnej. Pokrywy są jajowate, o owalnie punktowanych rzędach, płaskich i gęsto punktowanych międzyrzędach, pozbawione wyraźnych wcisków poprzecznych. U samca wszystkie człony stóp przednich oraz trzy początkowe człony stóp tylnych są mocno rozszerzone.

## Ekologia i występowanie
Owad ten zamieszkuje siedliska nasłonecznione i piaszczyste.
Gatunek palearktyczny, bałkański, znany z Mołdawii, Rumunii, Bułgarii i Macedonii Północnej.